# Gembecke

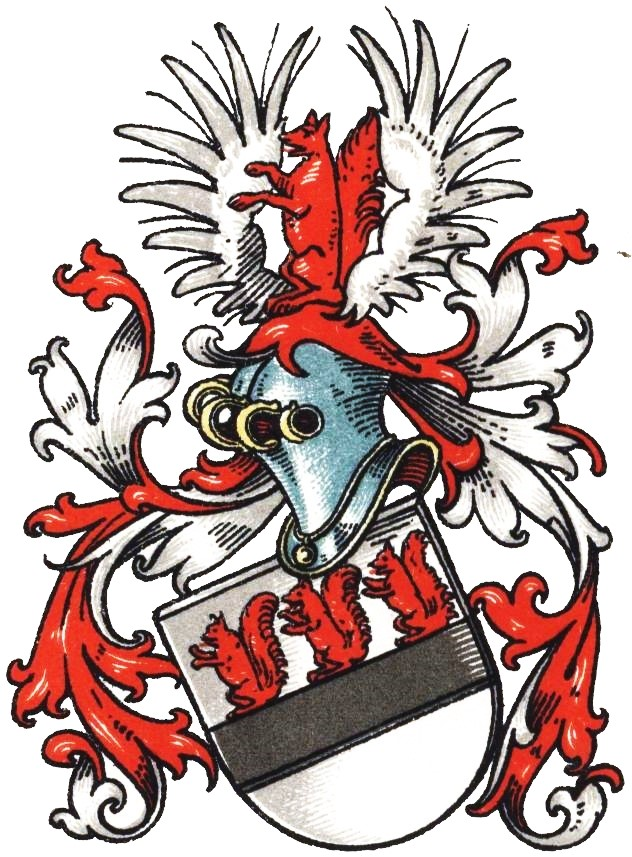
Wappen derer von Gembecke im Wappenbuch des Westfälischen Adels

Die Herren von Gembecke (auch Gemeke oder Gambecke o. ä.) waren ein westfälisches Patrizier- und Adelsgeschlecht.

## Geschichte
Das Geschlecht stammt aus einem untergegangenen Ort zwischen Soest und Bad Sassendorf. Es erscheint urkundlich erstmals 1329 mit Hermann von Gembecke unter den Sassendorfer Sälzern. In Sassendorf gab es einen nach der Familie benannten „Gem(be)ker Schulzenhof“. 1347 erscheint ein honestus vir Hermannus de Gembeke als opidanus Susaciensis, d. h. als Bürger Soests. Die Familie wurde Teil des Soester Patriziats. Ein Arnd von Gembecke kommt in Soester Urkunden aus der Mitte des 15. Jahrhunderts vor. 1437 wird er als consul erwähnt. 1456 verkaufte er dem Bruder Diederich von Oestinghausen, Prior, dem Subprior Heinrich von Siegen und dem ganzen Konvent der Predigerbrüder zu Soest eine Rente aus dem Hof zu Borgeln. Die Familie erlosch um 1500.

## Wappen
Blasonierung: In Silber ein schwarzer Balken, über dem drei rote Eichhörnchen sitzen. Auf dem Helm mit rot-silbernen Decken ein offener silberner Flug, dazwischen ein Eichhörnchen.